# Jüdischer Friedhof (Unsleben)

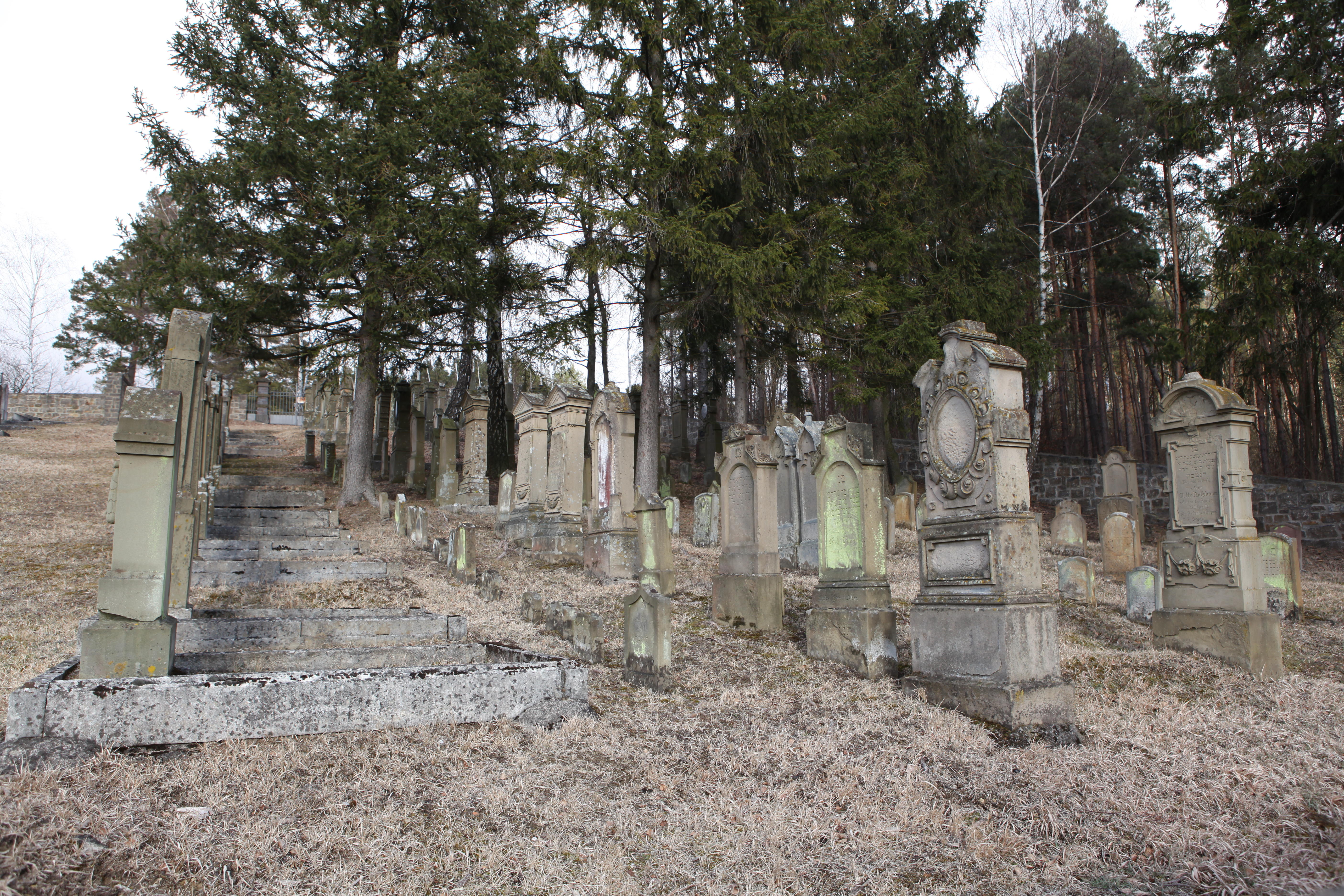
Jüdischer Friedhof in Unsleben

Der Jüdische Friedhof Unsleben ist ein jüdischer Friedhof im unterfränkischen Unsleben, einer Gemeinde im Landkreis Rhön-Grabfeld.

## Geschichte
Bis zur Anlage des Friedhofs im Jahr 1856 wurden die Verstorbenen auf dem jüdischen Friedhof in Kleinbardorf beigesetzt. Die erste Bestattung datiert auf den 22. Februar 1857, als Clärle Engel zu Grabe getragen wurde. 1975 wurde ein Denkmal für die Unslebener Juden errichtet, die in der Zeit des Nationalsozialismus ermordet wurden. Die letzte Bestattung auf dem Friedhof fand 1942 statt.

## Lage und Charakterisierung
Der Friedhof befindet sich eineinhalb Kilometer östlich von Unsleben auf einem Höhenzug. Er hat eine Fläche von 23,80 Ar und heute sind noch etwa 240 Grabsteine (Mazewot) vorhanden.

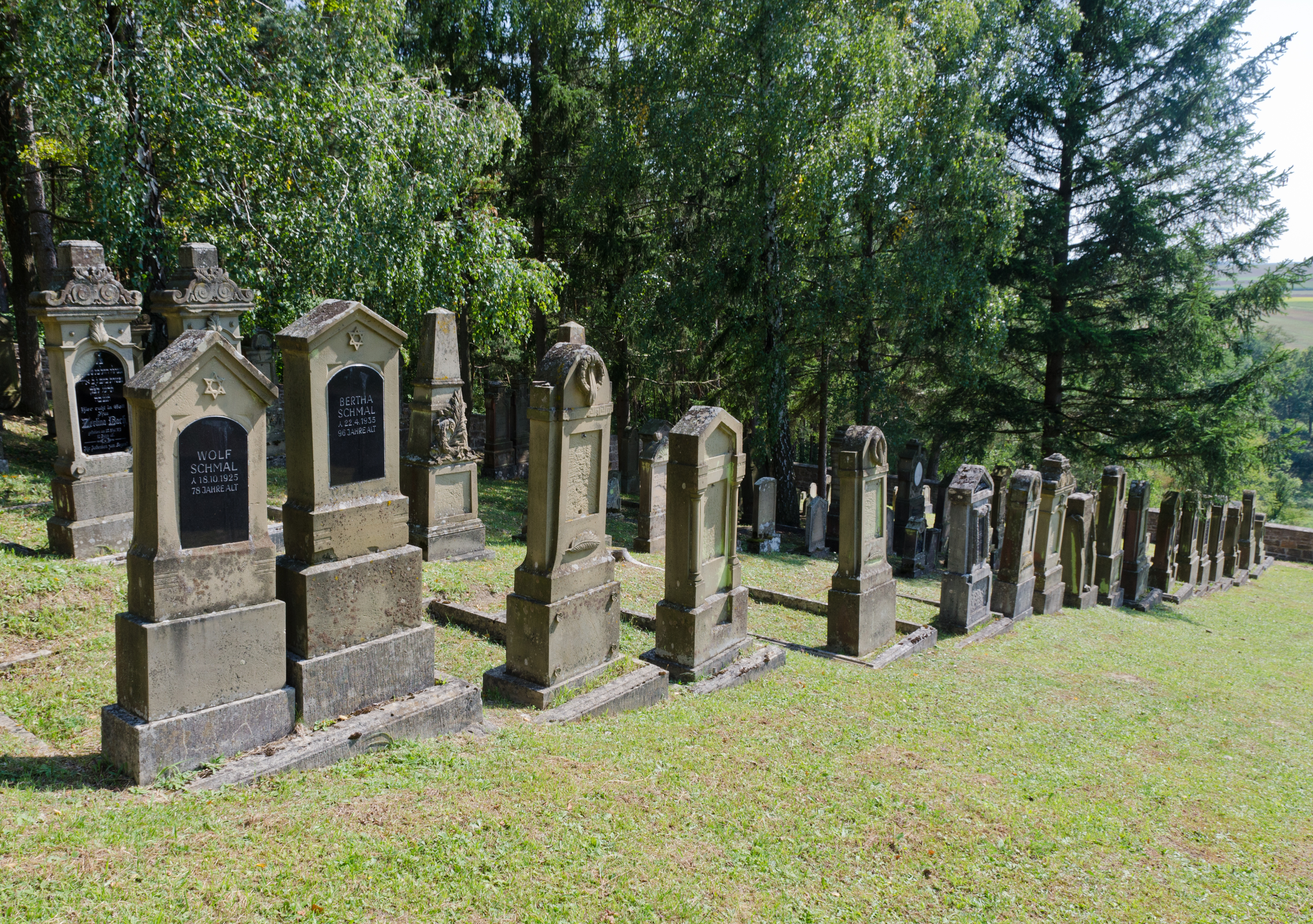
Jüdischer Friedhof Unsleben
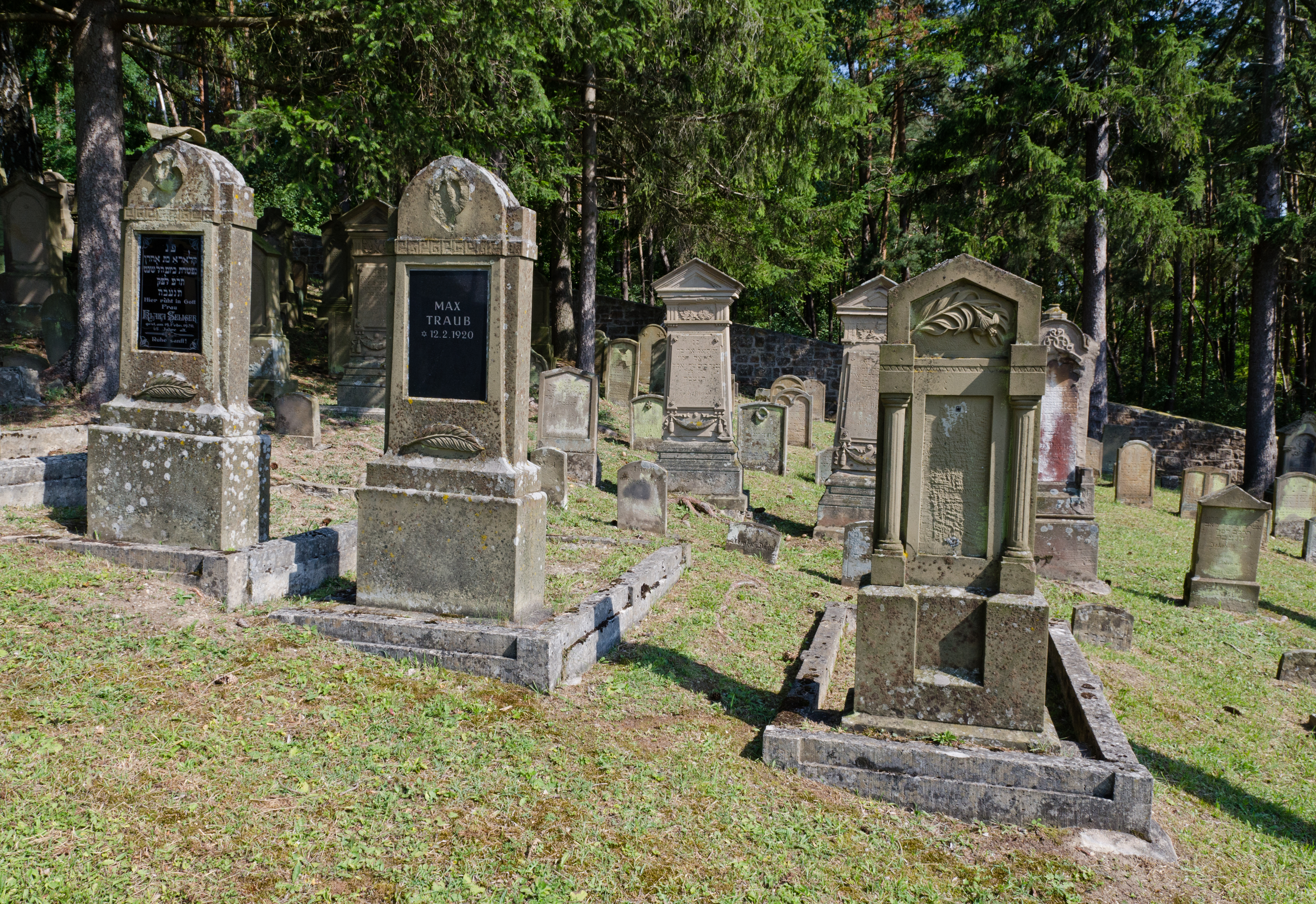
Grabsteine
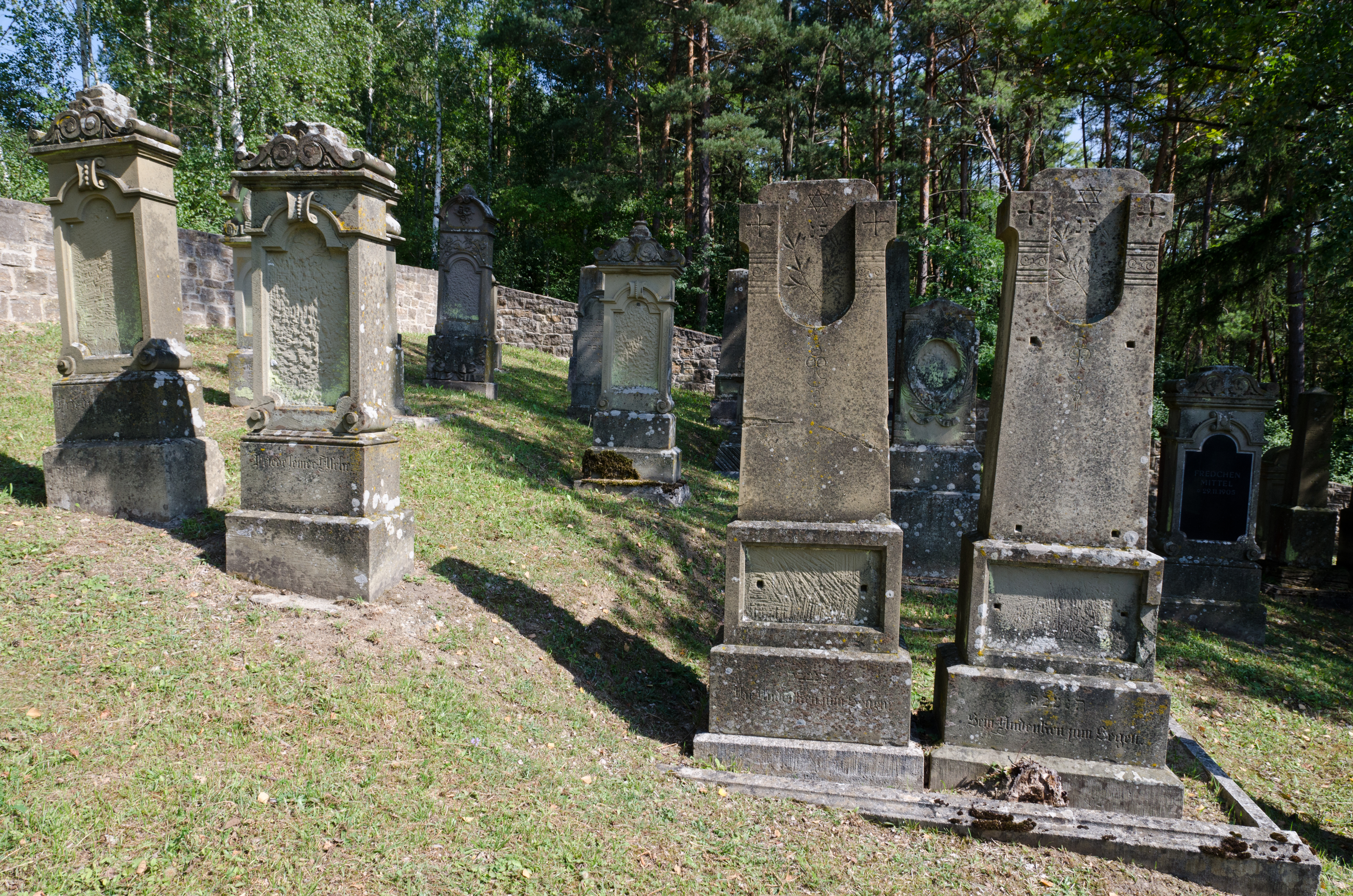
Grabsteine im Eingangsbereich
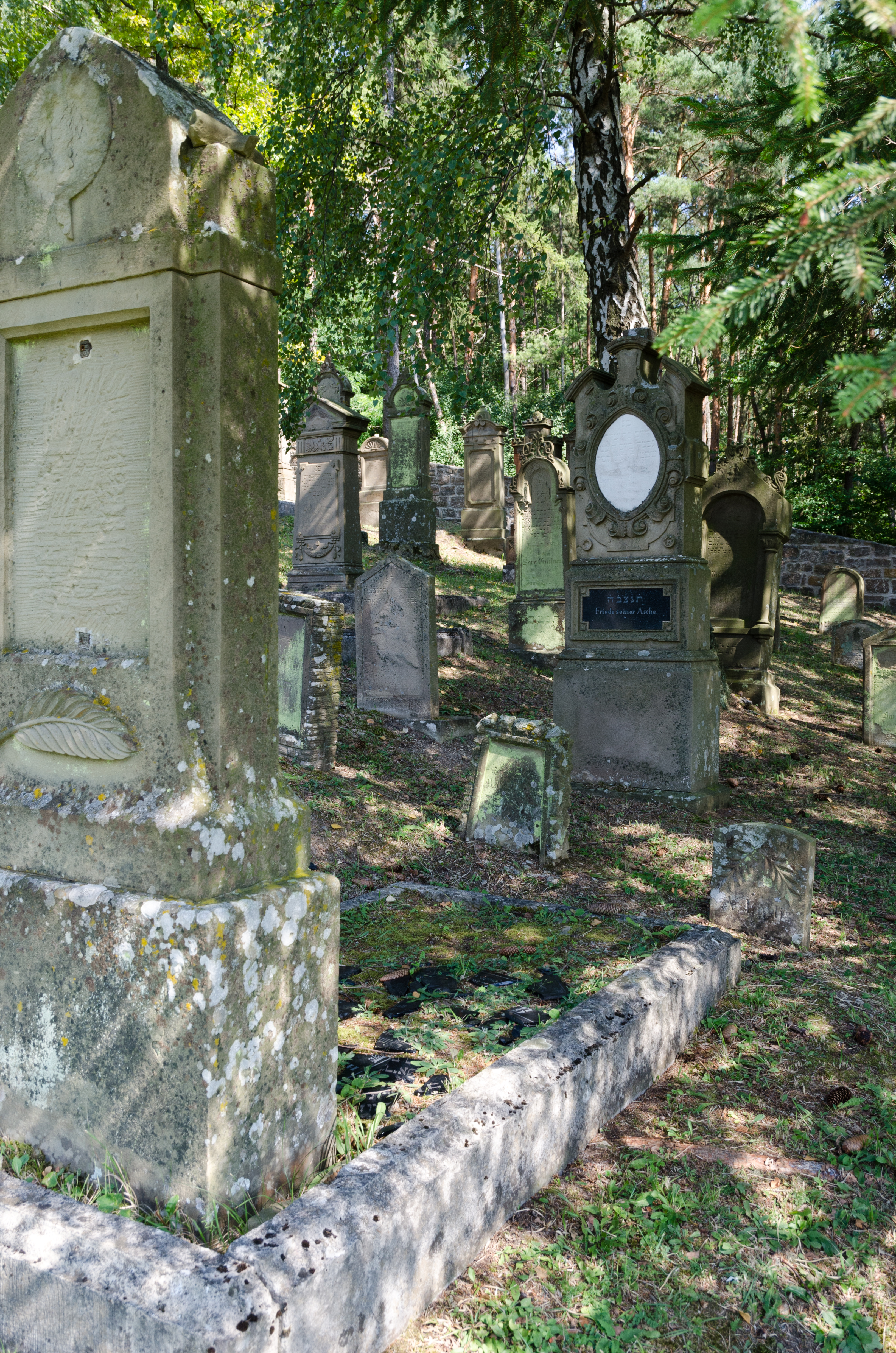
Grabstein mit verlorener Inschriftenplatte